# José Rollemberg Leite
José Rollemberg Leite (Riachuelo, 19 de setembro de 1912 — Aracaju, 24 de outubro de 1996) foi um engenheiro e politico brasileiro. Foi senador pelo Estado de Sergipe e governador desse estado.

## Biografia
Era filho Silvio César Leite e Lourença Rollemberg Leite. Pelo lado paterno era neto de Gonçalo de Faro Rollemberg, barão de Japaratuba e bisneto do senhor de engenho Manuel Rollemberg de Azevedo e de Antônia Caldas de Moura Accioli. Pelo lado materno era neto do barão da Estância e bisneto do barão de Itaporanga.
Iniciou seus estudos em sua cidade natal, mas prosseguiu para o Colégio Salesiano de Aracaju, mas completou seu curso secundário no Antonio Vieira, em Salvador. Em Ouro Preto, completou o nível superior, graduando-se em Engenharia Civil e de Minas, em 1935.
Retornando a seu estado de origem, começou a trabalhar como engenheiro e como professor de Física do Atheneu Sergipense. Foi 
nomeado a professor catedrático de Ciências Físicas e Naturais do Atheneu Sergipense, em 30 de dezembro de 1938, pelo interventor federal, Eronides Ferreira de Carvalho. Depois, assumiu as cadeiras de Química, em 24 de agosto de 1939, e de Matemática, em 19 de fevereiro de 1940. Foi também professor da Faculdade Católica de Filosofia de Sergipe, entre outras instituições educacionais de Sergipe.
Em 26 de agosto de 1939, se tornou membro do Instituto Histórico e Geográfico de Sergipe - IHGSE, recebendo seu diploma efetivamente somente em junho de 1942.
Seu primeiro cargo público foi para exercer, em comissão, o cargo de Diretor-Geral do Departamento de Educação do Estado de Sergipe, por decreto do interventor de 11 de julho de 1941. No dia 2 de janeiro de 1942, assumiu o cargo de diretor do Departamento de Obras que acumulava Obras e Estradas, acumulando os dois cargos de diretores, o de Educação e o de Obras. Em 1945, quando o interventor Augusto Maynard Gomes deixou o poder, também se exonerou desses dois cargos.
Na política, foi filiado ao PSD para concorrer as eleições de 1946, sendo eleito pela primeira vez governador de Sergipe de 1947 a 1951. Foi também senador da República (1965-1970), inicialmente pelo PSD e depois passou para o ARENA, por causa do bipartidarismo, imposto pelo Regime Militar brasileiro. Foi nomeado, pelo Presidente da República, a governador de Sergipe, pela segunda vez, de 1975 a 1979.
Além disso, foi secretário de estado de Transportes, Obras e Energia de 1984 a 1988. Participou de diversos colegiados: conselheiro do Conselho de Administração da Escola Técnica Federal de Sergipe; conselheiro do Conselho Rodoviário de Sergipe; conselheiro do Conselho de Educação do Estado de Sergipe; conselheiro do Conselho Superior da Universidade Federal de Sergipe e conselheiro do Conselho de Administração da Cohab, Deso, Prodese e Hospitase no quadriênio 1988-1991.
Foi condecorado pela Ordem do Mérito Aeronáutico e fez as seguintes publicações: “A Natureza da Luz”, “Agro-indústria do Açúcar no Nordeste”, “Xisto Pirobetuminoso”, “Siderurgia no Brasil” e “O Brasil e a Energia Nuclear”.
Casou-se em 15 de julho de 1939 com Maria de Lourdes Silveira Leite e teve 2 filhos: Alberto Silveira Leite (Auditor aposentado do Tribunal de Contas do Estado de Sergipe) e Eduardo Silveira Leite.
Fizeram-se as seguintes homenagens post-mortem: Terminal Rodoviário, instalado no bairro Novo Paraíso, em Aracaju; e uma escola estadual, localizada no bairro José Conrado Araújo, também em Aracaju.